# Nesiergus gardineri
Nesiergus gardineri là một loài nhện trong họ Theraphosidae.
Loài này thuộc chi Nesiergus. Nesiergus gardineri được Arthur Stanley Hirst miêu tả năm 1911.